# Charles Lamoureux
Charles Lamoureux (ur. 28 września 1834 w Bordeaux, zm. 21 grudnia 1899 w Paryżu) – francuski skrzypek i dyrygent.

## Życiorys
Uczył się w Konserwatorium Paryskim u Narcisse’a Girarda (skrzypce), Simona Leborne’a (kontrapunkt i fuga), Auguste’a Tolbecque’a (harmonia) i Alexisa Chauveta (kompozycja). W 1854 roku otrzymał Premier Prix w zakresie gry na skrzypcach. Od 1850 roku grał w orkiestrze Théâtre du Gymnase Marie Bell, później w orkiestrze Opery Paryskiej. W 1860 roku współtworzył koncerty kameralne Séances Populaires de Musique de Chambre, w ramach których wykonywano nowe i mniej znane utwory. W 1874 roku współtworzył Société Française de l’Harmonie Sacrée, towarzystwo propagujące muzykę J.S. Bacha i G.F. Händla. Poprowadził pierwsze francuskie wykonania Mesjasza i Judy Machabeusza Händla oraz Pasji według św. Mateusza Bacha. Dyrygował też podczas prapremier Eve Masseneta i Gallii Gounoda. Pełnił funkcję pierwszego dyrygenta Opéra-Comique (1876–1877) i Opery Paryskiej (1877–1879).
Od 1881 roku prowadził serię koncertów Nouveaux-Concerts, zwanych też koncertami Lamoureux, w ramach których propagował muzykę Richarda Wagnera. W 1887 roku poprowadził francuskie premiery Lohengrina oraz Tristana i Izoldy. Koncertował w Rosji (1893) i Londynie (1896). W 1897 roku przekazał prowadzenie koncertów swojemu zięciowi, Camille’owi Chevillardowi.
W 1887 roku otrzymał order oficera Legii Honorowej.